# Dzielnica Wiązowna
Dzielnica Wiązowna (do 30 VI 1952 gmina Wiązowna; od 1 I 1958 gromada Wiązowna) – dawna dzielnica powiatowa, czyli podstawowa jednostka administracyjna Polskiej Rzeczypospolitej Ludowej, funkcjonująca tylko na terenie powiatu miejsko-uzdrowiskowego Otwock w latach 1952–1957. W okresie tym stanowiła ona najmniejszą – obok miast i gmin (1952–54) oraz miast, osiedli i gromad (1954–57) – jednostkę podziału terytorialnego kraju.
Dzielnice, z dzielnicowymi radami narodowymi (DzRN) jako organami władzy najniższego stopnia, funkcjonowały od momentu utworzenia powiatu miejsko-uzdrowiskowego Otwock w lipcu 1952 do momentu jego zniesienia z początkiem 1958 roku. Ponieważ powiat miejsko-uzdrowiskowy Otwock nie był zaliczany do powiatów ziemskich lecz do miejskich (grodzkich), jego dzielnice były jednostkami miejskimi. Dlatego też, kiedy jesienią 1954 w związku z reformą reorganizującą administrację wiejską na obszarze całego kraju zniesiono gminy zastępując je przez gromady, dzielnice powiatu miejsko-uzdrowiskowego Otwock nie uległy zmianom. Doszło do tego (częściowo) dopiero 1 stycznia 1958, kiedy powiat miejsko-uzdrowiskowy Otwock zniesiono, przekształcając go w zwyczajny powiat otwocki.
Dzielnicę Wiązowna z siedzibą DzRN w Wiązownie utworzono – jako jedną z 8 dzielnic powiatowych na obszarze Polski – 1 lipca 1952 w powiecie miejsko-uzdrowiskowym Otwock w woj. warszawskim, na mocy rozporządzenia Rady Ministrów z 3 maja 1952. Powstała ona z obszaru dotychczasowej (terytorialnie zmienionej) wiejskiej gminy Wiązowna ze zniesionego równocześnie powiatu warszawskiego w tymże województwie. W październiku 1954 dla dzielnicy ustalono 27 członków dzielnicowej rady narodowej.
Dzielnica Wiązowna przetrwała do końca 1957 roku, czyli do chwili zniesienia powiatu miejsko-uzdrowiskowego Otwock. 1 stycznia 1958, już w nowo utworzonym powiecie otwockim, przekształcono ją w gromadę Wiązowna, jednak bez byłych (sprzed 1952) gromad Jabłonna, Mlądz, Świerk i Wólka Mlądzka, które włączono do awansującego do miana powiatu grodzkiego Otwocka.